# 鹿目善輔
鹿目 善輔（かのめ ぜんすけ、1893年(明治26年)11月22日 - 1960年(昭和35年)9月21日）は、日本の海軍軍人。太平洋戦争開戦前の出師準備にあたった兵備局課長で開戦時の軍令部先任副官、北方部隊の幹部、大湊警備府参謀長を歴任し、終戦後は大湊地方復員局長、横須賀地方復員局残務処理部長を務めた海軍少将で、後に米海軍横須賀基地（横須賀海軍施設）警備隊の初代隊長に就任。

## 経歴

### 出生から海軍

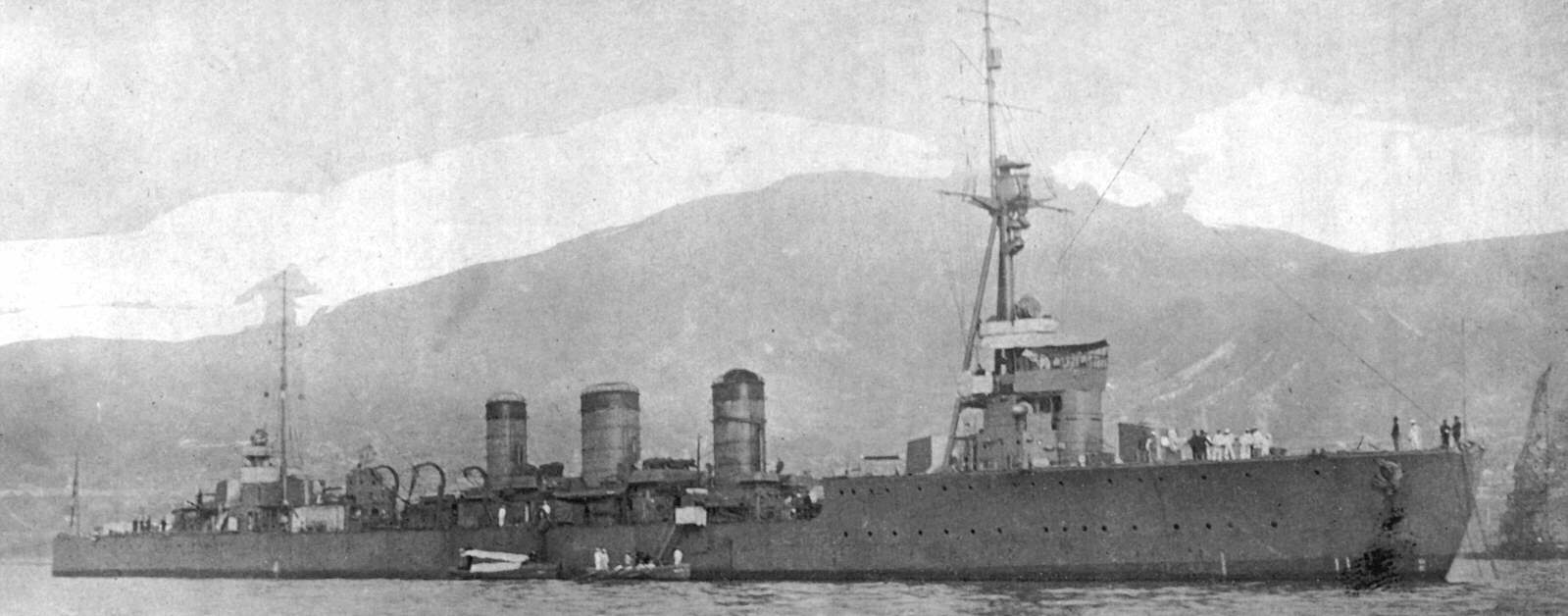
艦長を務めた『天龍』（1936年）

1870年（明治3年）に浦賀に移住した会津藩士 鹿目常吉（幸之助）の孫として、1893年（明治26年）神奈川県三浦郡浦賀町（現・横須賀市浦賀）で生まれた。横須賀中学校を経て、1916年（大正5年）に海軍兵学校を卒業後、少尉候補生として軍艦「常磐」に乗り組み、北米および南洋諸島を回航。1917年（大正6年）12月に海軍少尉任官、海軍兵学校44期。席次は入校時、卒業時とも47番。同期に松田千秋、黒島亀人、島本久五郎らがいる。鹿目は海大航海学生を修了した航海科専攻士官で、大尉、少佐時代に6艦で航海長を務めた。

#### 航海長を務めた艦
- 駆逐艦・秋風
- 潜水母艦・剣埼
- 砲艦・宇治
- 潜水母艦・韓崎、
- 装甲巡洋艦・磐手
- 重巡洋艦・高雄[1][2][注 1]

### 軍令部
海大甲種(27期)を卒業後は、軍令部副官をはじめ人事局局員、欧米各国出張、第3戦隊参謀、軍令部出仕兼皇族附武官(高松宮宣仁親王附）などを務めている。1939年(昭和14年)11月大佐へ進級し、「天龍」艦長となった。1940年(昭和15年)10月15日、軍令部出仕兼海軍省出仕として軍務局第二課で勤務し11月1日には同課長となる。しかし2週間後の11月15日に兵備局第三課の初代課長に異動した。この日は出師準備第一作業の発動日でもあった。

### 海軍省課長
鹿目は僅か二週間で軍務局第二課長から転任しているが、この交代には軍務局を改編し、国防政策を担当させる背景があった。後任は第一委員会を主導することになる石川信吾である。鹿目が兵備局課長として一端を担った出師準備は、艦艇や部隊を戦時体制に移行させる準備作業である。戦後陸軍関係者から出師準備は海軍の対英米戦争体制への移行を示し、南部仏印進駐、開戦へとつながったとの指摘がある。しかし既に日独伊三国軍事同盟成立、北部仏印進駐などが起きており、また海軍の出師準備には時間が必要であることから当を得ていないとの反論がある。
なお同僚の兵備局の第一課長は橋本象造、第二課長は湊慶譲であり、いずれも鹿目と同日に発令されている。この出師準備は主な艦艇200隻、飛行機1,277機に及び、5、6ヶ月を要するものとされていた。実際、鹿目の軍令部先任副官への転任は、6ヶ月を経過してからである。この作業は日本海軍にとって日露戦争以来のものであった。

#### 兵備局第三課の所掌事項
1. 港務、運輸
2. 水路及び海上保安
3. 船舶調査、船舶利用
4. 通商保護[5]

### 太平洋戦争（大東亜戦争）
1941年(昭和16年)6月には軍令部先任副官となり、日米開戦を迎えた。1942年(昭和17年)7月、日本北方を担当する第五艦隊附となり、「多摩」艦長に就任。陸軍部隊をアッツ島に輸送し、1943年（昭和18年）3月27日にはアッツ島沖海戦に参戦した。同年7月に大湊警備府参謀長となり、1944年(昭和19年)10月少将へ昇進。第十二航空艦隊参謀長を兼務したが終戦を迎える。

### 戦後

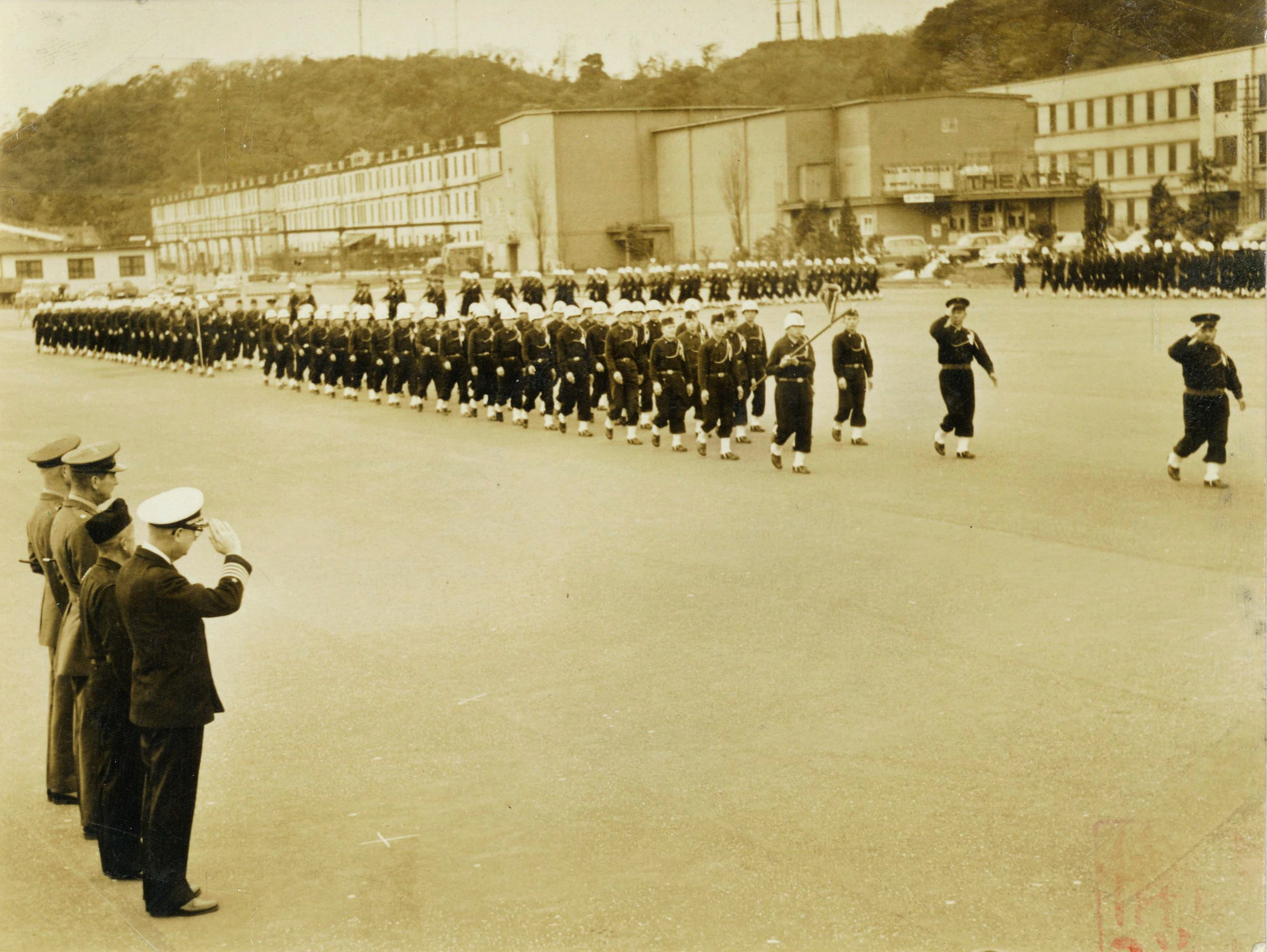
海兵隊司令E.L.ライマン大佐と共に月例査閲を行う鹿目隊長（1957年（昭和32年）3月12日）

終戦に伴い鹿目は予備役となるも充員召集を受け、大湊地方復員局長官、大湊地方復員局長を経て、1947年（昭和22年）1月1日に横須賀地方復員局残務処理部長に就任し、終戦業務に従事した。
一方、1945年（昭和20年）9月2日に降伏文書調印式を終えた連合国軍、特にアメリカ軍（米軍）は旧横須賀鎮守府を補給基地として強化していくことを決定し、占領に際して基地内に臨時で設置された「補給部」や「修理部」を十分に警備する必要性が生じた。このため当初は横須賀警察署などから若干の警官を派遣して日本人労働者らの取り締まりを行っていたが、米軍は更に「永久的な警備力を保持」して禁制品の不正持ち出しや火災防止の見廻りなどを徹底する方針を伝えた。このため横須賀基地司令部では、1946年（昭和21年）6月1日に市民から30人程度の警備員を募集し、派遣されていた警官と交代させることになった。彼等の身分は一時期、武装解除局の管轄下に置かれたが、ベントン M デッカー大佐が基地司令に就任すると、10月にはこれらの警備員はアメリカ海兵隊基地警備隊（Marine Guard）の隷下となった。発足当時の警備隊は100名程度であったが急速に増員し、隊長（captain）1名、副隊長（deputy captain）3名、分隊長（squad leader）16名、伍長（corporal）36名、隊士（soldier）116名で3個小隊及び警備中隊を形成するにまで至った。当時、米海軍横須賀基地内には既に8,000人に及ぶ労働者が勤務していたが、大湊地方復員局長であった鹿目の軍歴に目をつけたデッカ－大佐は、日本人による警備隊の編成を鹿目に指示した。鹿目もこれを受け入れ、1948年（昭和23年）2月に自らが初代隊長に就任し日本人による警備隊、CGF（civil guard force）の運営を進めた。
警備隊の主な任務は、①弾薬庫や倉庫の警備、②重要庁舎の警備、③警備艇による海上沿岸警備、④ジープによる基地内巡回警備等で、警備管轄区域は基地内に留まらず、田浦、追浜、衣笠、久里浜、吾妻島等の米軍施設所在地一帯と、極めて広い範囲を網羅していた。また、基地従業員に対するパスの発行や基地に出入りする車両の検査等も警備隊の任務であった。このように警備隊のシステムを一から構築していったのが鹿目であり、「警備隊での勤務を通じて米国人の日本人に対する誠意を高める、米国人を知って日本人の特性を理解させる」というのが彼自身のモットーであった。

### 退陣要求
ところが1957年（昭和32年）頃、「病欠者を不当解雇」、組合に対する不当干渉だとして「横暴な隊長、鹿目善輔を追放せよ」と全駐留軍労働組合（全駐労）横須賀支部から退陣を要求されるという事件が発生した。当時500人の隊員が在籍していたが、うち240人が鹿目の禁じていた組合に加入し、基地ゲート前で隊員が制服姿のままストライキを行うという前代未聞の大騒動に発展した。労基署に告発され、さらに地労委にも提訴された鹿目隊長であったが、新聞社の取材に対し「組合の要求には応じられない。断じて自ら身を引くようなことはしない。鹿目善輔が六十数年間、間違ったことは一つもしていない」「我々警備隊はマリーン（海兵隊）に附属している。この組織を乱さんとする者があったら隊長の責任に於て断固たる処置を執らねばならぬ。自分たちは米軍の一部である。SRF（艦船修理廠）やPW（公共事業部）、一般労動者も同じである。そういう自覚が彼等にはない、処分されるのは当然の帰結であり、隊長である自分を不当とするのはおかしい」と断固主張した。当時、鹿目の自宅周辺にも「鹿目、馬鹿目」と書かれた張り紙を沢山貼られたと親族は語っている。
この問題に対し当時の基地司令であるトーレイ大佐は、基地内苦情処理係に対し強制労働を強要されたという問題が出されていなかったことは不思議だとしたうえで、「こちらとしては鹿目隊長を全面的に信頼している」とコメントした。結局、基地司令が動かないことにはどうにもならず、鹿目隊長の処分は一切なかった。

### 死去
1960年(昭和35年)9月21日、鹿目善輔は現役隊長のまま敗血症で死去した。鹿目の実直な性格と勤務態度、強い使命感から彼を高く評価していた米軍は彼の死を悼み、基地従業員に対しては「異例の」追悼「サンセット・パレード」を米海軍横須賀基地司令部の主催で行った。サンセット・パレードは10月13日夕刻、多くの米海軍士官およびその親族、そして参列者の見守る中、厳粛に行われた。海兵隊音楽隊、警備隊二個小隊、軍用犬部隊が、観閲台の故鹿目隊長の遺族の前を粛々と行進して敬礼を捧げ、W・K・ダペンポート海兵隊司令による日本語の挨拶のあと、海兵隊音楽隊により日本の楽曲数曲が演奏された。式に参加した当時の海上自衛隊横須賀地方総監・福地誠夫（海兵53期）は、日本人に対する異例の式典に際し「日本人として、なにより帝国海軍の後輩の一人として感激の涙を禁ずることが出来なかった」と記している。